# Путники в ночи
«Пу́тники в ночи́» — трагикомедийный спектакль Московского драматического театра имени А. С. Пушкина по пьесе Олега Данилова. Постановка Дмитрия Астрахана. Премьера состоялась 26 января 2001 года.

## Сюжет
Известный телеведущий Сергей Куприянов двадцать лет в браке с женой Ириной, чувства давно остыли, а жизнь идет по накатанной. Воспользовавшись отсутствием супруги, он приводит в дом молодую любовницу. Но жена возвращается из командировки раньше времени. Факт измены налицо. Пока Куприяновы выясняют отношения, оказывается, что и Ирина уезжала не одна…

## Действующие лица
- Сергей Куприянов — Игорь Бочкин
- Ирина — Анна Легчилова
- Лена — Екатерина Клочкова / Наталья Рева-Рядинская
- Сорокин — Владимир Николенко
- Петров — Андрей Заводюк / Александр Матросов

## Критика
Журналист «Независимой газеты» Алла Ануфриева отметила «иллюзию жизнеподобия» сюжета спектакля, но подчеркнула его нереальность. Работу главных актёров спектакля она оценила так: «… Игорь Бочкин играет любовь захватывающе, резко и нервно. Боль сильного, одаренного человека, всю жизнь добивавшегося признания жены, а теперь познавшего её предательство и не желающего это несчастье принять, — его боль физически ощутима.»; У обаятельной киноактрисы Анны Легчиловой, специально приглашенной на эту постановку, роль пока в меньшей степени устоялась. Но все же есть в её героине и острое самолюбие, и нежность, и то напряжение, которое обещает развитие образа в будущем. К тому же оба артиста достаточно хорошо понимают друг друга и, как говорится, работают „в партнера“». По её мнению Дмитрий Астрахан поставил спектакль в жанре «все будет хорошо», рассказав «красивую историю любви». Повторы мелодии популярной песни Фрэнка Синатры, как единственная музыкальная тема спектакля, звучит в спектакле с её слов «утомительно бесконечно, но неизбежно».
Обозреватели обращали внимание на отсутствие оригинальной идеи, незамысловатость сюжета, простоту постановки, что по их мнению не способно вызвать положительные отзывы критиков, но отмечали удачность постановки с точки зрения массового зрителя и кассовый успех спектакля. 